# Језерца
Језерца (словен. Jezerca, итал. Geserza) је насељено место у општини Кобарид, Горишка регија, Словенија.

## Историја
До територијалне реорганизације у Словенији била су у саставу старе општине Толмин.

## Становништво
У попису становништва из 2011. године, Језерца су имала 26 становника.
| Број становника према пописима | Број становника према пописима | Број становника према пописима |
| ------------------------------ | ------------------------------ | ------------------------------ |
| 1991                           | 2002                           | 2011                           |
| 39                             | 26                             | 26                             |